# The New Gate
The New Gate (ザ・ニュー・ゲート Za Nyū Gēto?) es una serie de novelas ligeras japonesas escritas por Shinogi Kazanami. La serie se originó en el sitio web Shōsetsuka ni Narō en 2013, antes de ser publicada impresa por AlphaPolis con ilustraciones de Makai no Jūnin, KeG y Akira Banpai a partir de diciembre de 2013.
Una adaptación a manga, ilustrada por Yoshiyuki Miwa, comenzó a serializarse en el sitio web de AlphaPolis en noviembre de 2014. En octubre de 2016, se lanzó un videojuego para dispositivos móviles basado en la novela y su servicio fue desconectado en enero de 2021. Una adaptación de la serie al anime producida por Cloud Hearts y Yokohama Animation Laboratory se estrenó el 14 de abril de 2024.

## Sipnosis
The New Gate, un videojuego de rol multijugador masivo en línea (VRMMORPG) que se había convertido en un juego mortal y arriesgado, estaba liberando a las decenas de miles de jugadores que se habían visto arrastrados a él, gracias a los esfuerzos de Shin, uno de los jugadores más veteranos y reconocidos en el mundo del juego. Pero justo después de derrotar al último jefe y liberar a todos jugadores para salir del videojuego, Shin fue engullido por una extraña luz y se encontró dentro del mundo del videojuego 500 años después en el futuro.

## Personajes
Shinya Kiritani (桐谷 進也 Kiritani Shin'ya?) / Shin (シン?)
 Seiyū: Kenshō Ono
Schnee Raizar (シュニー・ライザー Shunī Raizā?)
 Seiyū: Asami Setō
Tiera Lucent (ティエラ・ルーセント Tiera Rūsento?)
 Seiyū: Kaede Hondo
Yuzuha (ユズハ?)
 Seiyū: Miho Okasaki
Wilhelm Avis (ヴィルヘルム・エイビス Viruherumu Eibisu?)
 Seiyū: Shun'ya Hiruma
Millie (ミリー Mirī?)
 Seiyū: Akiho Suzumoto
Rashia Luzel (ラシア・ルゼル Rashia Ruzeru?)
 Seiyū: Kaori Ishihara
Rionne Strail Bayreuth (リオン・シュトライル・ベイルリヒト Rion Shutorairu Beirurihito?)
 Seiyū: Lynn (actriz de voz)
Kagerou (カゲロウ?)
 Seiyū: Yūki Hoshi
Girard Estrella (ジラート・エストレア Jirāto Esutorea?)
 Seiyū: Satoshi Mikami
Wolfgang Estrella (ウォルフガング・エストレア Uorufugangu Esutorea?)
 Seiyū: Tatsuhisa Suzuki
Cuore Estrella (クオーレ・エストレア Kuōre Esutorea?)
 Seiyū: Kana Hanazawa

## Contenido de la obra

### Novela ligera
Escrita por Shinogi Kazanami, la serie comenzó a publicarse en el sitio web de publicación de novelas Shōsetsuka ni Narō en 2013. Posteriormente fue adquirida por AlphaPolis, quien comenzó a publicar la serie impresa con ilustraciones de Makai no Jūnin el 27 de diciembre de 2013. Los volúmenes 10 y 11 fueron ilustrados por KeG y desde el volumen 12 fueron ilustrados por Akira Banpai. En agosto de 2016, la serie fue eliminada del sitio web Shōsetsuka ni Narō y transferida al sitio web de AlphaPolis. Hasta la fecha se han publicado 22 volúmenes.

#### Lista de volúmenes
| Volúmenes de novelas ligeras publicadas | Volúmenes de novelas ligeras publicadas | Volúmenes de novelas ligeras publicadas |
| Número                                  | Fecha de lanzamiento                    | ISBN                                    |
| --------------------------------------- | --------------------------------------- | --------------------------------------- |
| 1                                       | 27 de diciembre de 2013                 | ISBN 978-4-43-418727-8                  |
| 2                                       | 4 de junio de 2014                      | ISBN 978-4-43-419312-5                  |
| 3                                       | 1 de noviembre de 2014                  | ISBN 978-4-43-419892-2                  |
| 4                                       | 4 de abril de 2015                      | ISBN 978-4-43-420428-9                  |
| 5                                       | 5 de septiembre de 2015                 | ISBN 978-4-43-421006-8                  |
| 6                                       | 2 de febrero de 2016                    | ISBN 978-4-43-421578-0                  |
| 7                                       | 9 de julio de 2016                      | ISBN 978-4-43-422120-0                  |
| 8                                       | 5 de diciembre de 2016                  | ISBN 978-4-43-422698-4                  |
| 9                                       | 5 de abril de 2017                      | ISBN 978-4-43-423123-0                  |
| 10                                      | 1 de septiembre de 2017                 | ISBN 978-4-43-423683-9                  |
| 11                                      | 3 de febrero de 2018                    | ISBN 978-4-43-424217-5                  |
| 12                                      | 2 de julio de 2018                      | ISBN 978-4-43-424812-2                  |
| 13                                      | 3 de diciembre de 2018                  | ISBN 978-4-43-425394-2                  |
| 14                                      | 3 de abril de 2019                      | ISBN 978-4-43-425801-5                  |
| 15                                      | 1 de octubre de 2019                    | ISBN 978-4-43-426517-4                  |
| 16                                      | 4 de marzo de 2020                      | ISBN 978-4-43-427160-1                  |
| 17                                      | 4 de septiembre de 2020                 | ISBN 978-4-43-427777-1                  |
| 18                                      | 6 de marzo de 2021                      | ISBN 978-4-43-428551-6                  |
| 19                                      | 5 de septiembre de 2021                 | ISBN 978-4-43-429266-8                  |
| 20                                      | 28 de febrero de 2022                   | ISBN 978-4-43-429990-2                  |
| 21                                      | 30 de septiembre de 2022                | ISBN 978-4-43-430874-1                  |
| 22                                      | 30 de noviembre de 2023                 | ISBN 978-4-434-32940-1                  |

### Manga
Una adaptación a manga, ilustrada por Yoshiyuki Miwa, comenzó a serializarse en el sitio web de AlphaPolis el 11 de noviembre de 2014. Sus capítulos individuales han sido recopilados en 13 volúmenes tankōbon hasta la fecha.
En marzo de 2020, One Peace Books anunció que había obtenido la licencia del manga para su publicación en inglés. AlphaPolis también publica el manga en inglés a través de su servicio Alpha Manga.

#### Lista de volúmenes
| Volúmenes de manga publicados | Volúmenes de manga publicados | Volúmenes de manga publicados |
| Número                        | Fecha de lanzamiento          | ISBN                          |
| ----------------------------- | ----------------------------- | ----------------------------- |
| 1                             | 31 de agosto de 2015          | ISBN 978-4-43-420843-0        |
| 2                             | 31 de marzo de 2016           | ISBN 978-4-43-421654-1        |
| 3                             | 30 de noviembre de 2016       | ISBN 978-4-43-422530-7        |
| 4                             | 30 de junio de 2017           | ISBN 978-4-43-423288-6        |
| 5                             | 28 de febrero de 2018         | ISBN 978-4-43-424180-2        |
| 6                             | 31 de enero de 2019           | ISBN 978-4-43-425436-9        |
| 7                             | 31 de mayo de 2019            | ISBN 978-4-43-425890-9        |
| 8                             | 4 de enero de 2020            | ISBN 978-4-43-426872-4        |
| 9                             | 31 de julio de 2020           | ISBN 978-4-43-427627-9        |
| 10                            | 28 de febrero de 2021         | ISBN 978-4-43-428560-8        |
| 11                            | 31 de octubre de 2021         | ISBN 978-4-43-429506-5        |
| 12                            | 30 de junio de 2022           | ISBN 978-4-43-430459-0        |
| 13                            | 28 de febrero de 2023         | ISBN 978-4-43-431656-2        |

### Videojuego para móvil
Un videojuego gratuito para dispositivos móviles basado en la novela, desarrollado y publicado por AlphaPolis, fue lanzado para iOS y Android el 4 de octubre de 2016. Su servicio finalizó el 27 de enero de 2021.

### Anime
Una adaptación de la serie al anime fue anunciada el 9 de noviembre de 2023. La serie está animada por Cloud Hearts y Yokohama Animation Laboratory, dirigida por Tamaki Nakatsu, Hiroki Uchida se encarga de la composición de serie, diseños de personajes de Itsuki Takemoto y música compuesta por Yuya Mori, Tatsuhiko Saiki, Misaki Tsuchida y Tsugumi Tanaka. Se estrenó el 14 de abril de 2024 en Tokyo MX y otras cadenas. El tema de apertura es «Sekai wo Yanuite» (世界を射抜いて?), interpretado por Sou, mientras que el tema de cierre es «Kanataboshi» (カナタボシ?), interpretado por Miho Okasaki. Crunchyroll obtuvo la licencia de la serie fuera de Asia. Muse Communication obtuvo la licencia de la serie en el sur y sudeste de Asia.

## Recepción
John Oppliger de AnimeNation consideró que era similar a otras obras del género isekai, pero que era "mucho más agradable y accesible" que otras series del género. También elogió las ilustraciones de Miwa, aunque señaló que utiliza mucho tono de trama. Demelza de Anime UK News describió la construcción del mundo como aburrida y el personaje principal y el arte como insulsos. También sintió que carecía de ideas nuevas en comparación con otras obras de isekai.
En febrero de 2023, las novelas y el manga tenían una circulación combinada de 2,34 millones.